# Heroin (벨벳 언더그라운드의 노래)
〈Heroin〉은 1967년 데뷔 음반 《The Velvet Underground & Nico》에 발매된 미국의 록 밴드 벨벳 언더그라운드의 곡이다. 1964년 루 리드가 작곡한 이 곡은 헤로인 사용과 학대를 노골적으로 묘사한 이 밴드의 가장 유명한 작곡 중 하나이다. 올뮤직의 평론가 마크 데밍은 "〈Heroin〉은 약물 복용을 거의 찬성하지 않지만, 많은 청취자들이 보기에 더욱 더 골치 아프게 한 것은 또한 명백하게 비난하지는 않는다"고 쓰고 있다.

## 작곡 및 녹음
1972년 WLIR와의 인터뷰에서 리드는 레코드 회사에서 일하면서 이 가사를 썼다고 말했다.
저는 작곡가로서 레코드 회사에서 일했는데, 그 회사에서 저를 방에 가두어 놓고 서핑하는 열 곡을 작곡했다고 하더군요. 그리고 저는 〈Heroin〉을 썼고 저는 "이봐, 너한테 줄 게 있어."라고 말했습니다. 그들은 "일어나지 않을 거야, 절대 일어나지 않을 거야"라고 말했습니다.

〈Heroin〉은 1966년 5월 할리우드의 TTG 스튜디오에서 재녹음된 3곡 중 하나로, 〈I'm Waiting for the Man〉, 〈Venus in Furs〉와 함께 《The Velvet Underground & Nico》의 최종 발매에 포함되었다. 이 곡의 녹음은 음반에서 7분 12초로 두 번째로 긴 트랙이며, 〈European Son〉은 30초 더 길다.
〈Heroin〉은 리드의 조용하고 멜로디한 기타, 스털링 모리슨의 리듬 기타와 모린 터커의 드럼 패턴으로 서서히 시작되며, 곧 존 케일의 저음 일렉트릭 비올라로 합류한다. 그 템포는 점차적으로 증가하며, 케일의 비올라와 리드와 모리슨의 더 펑크난 기타 연주에 의해 점점이 찍힌다. 터커의 북소리는 점점 더 빨라진다. 그런 다음 노래는 원래의 템포까지 느려지고, 끝나기 전에 같은 패턴을 반복한다.
이 곡은 D♭와 G♭의 주요 화음을 기반으로 한다. 〈Sister Ray〉와 마찬가지로 베이스 기타는 없고, 리드나 모리슨은 코드와 아르페지오를 사용하여 이 곡의 트레이드 마크인 사운드를 만든다. 《롤링 스톤》은 "훌륭한 곡을 만드는 데는 별로 필요하지 않다"고 말해 이 곡이 단지 두 개의 화음을 사용했음을 암시했다.

## 참여 인원
- 루 리드 - 리드 보컬, 리드 기타
- 존 케일 - 일렉트릭 비올라
- 스털링 모리슨 - 리듬 기타
- 모린 터커 - 퍼커션